# Félicité Safouesse
Félicité Safouesse, de son nom complet Jeanne Félicité Safou-Safouesse, née le 28 septembre 1933 à Albertville (aujourd’hui Kalemie) et morte le 1er août 1996 à Brazzaville, est une journaliste, speakerine et militante congolaise.
Reconnue comme la première présentatrice africaine de la Radio AEF (Afrique Équatoriale Française), elle est une figure majeure de la radio et de la télévision en Afrique centrale.

## Biographie

### Naissance
Originaire du Congo-Brazzaville par ses parents, Félicité Safouesse naît le 28 septembre 1933 à Albertville, aujourd’hui Kalemie, en République démocratique du Congo,.

### Carrière radiophonique et télévisuelle
Félicité Safouesse débute à la Radio AEF le 8 février 1952 à Brazzaville, après avoir réussi un concours d'intégration à la fonction publique coloniale. Formée comme institutrice, elle devient rapidement une des figures de l'équipe de Jacques Alexandre, entourée de personnalités comme Jean Malonga, Joseph Locko, Henri Pangui ou Marc Kayi. Elle anime notamment l’émission Le concert des auditeurs, marquant des générations par sa voix chaleureuse et son ton spontané. Radio AEF poursuit alors des objectifs de territorialisation, d’africanisation de ses programmes et de renforcement technique.
Après l’indépendance, Félicité Safouesse rejoint Radio Congo, puis intègre Télé Congo dès sa création en 1962. Elle y conçoit et anime plusieurs émissions culturelles devenues emblématiques, telles que Dites-le par le disque, Le concert des auditeurs, ainsi que des magazines d’actualité. Elle s’y distingue par sa maîtrise du journalisme culturel, menant des entretiens approfondis avec de nombreux artistes congolais et internationaux.

### Militante et femme de lettres
Engagée dans la défense des droits des femmes, elle fonde en 1990 la revue La Congolaise dans la société, dédiée à la sensibilisation sur les luttes féminines à travers le monde. Elle préside également l'association Étoile de Mer dédiée à la cause féminine et publie le recueil Pensée pour votre album (1985). Félicité Safouesse rejoint également l'association féminine culturelle La Violette-Brazza qui soutient différentes activité liées à la rumba congolaise notamment le bar-dancing « chez Faignond ».
Félicité Safouesse adopte un ton lyrique et introspectif dans ses écrits, notamment dans Pensées pour votre album, où elle évoque l’attente douloureuse et l’amour perdu. Un extrait illustre un aperçu de son style : « Te voilà parti, j’attendrai inlassablement, perpétuellement s’il le faut. J’attendrai que tu me fasses du mal, que tu me ronges l’âme. ».

### L’inspiratrice de la chansonParafifi
Félicité Safouesse est associée à la célèbre chanson Parafifi, composée en 1953 par Grand Kallé (Joseph Kabasele) en hommage à elle et à Paraiso, un ami béninois du musicien. Le titre résulte de la contraction de Paraiso et Fifi (diminutif de Félicité). Selon Clément Ossinondé, la beauté et la notoriété de Safouesse inspirèrent à Kabasele cette mélodie devenue un classique de la rumba congolaise.

### Mort
Félicité Safouesse meurt le 1er août 1996 à l’âge de 63 ans. 

## Postérité
En 2008, la 4e édition des Oscars de la presse congolaise lui est dédiée. En 2012, un buste à son effigie est inauguré à l’Allée des bustes à Brazzaville, aux côtés de figures comme Paul Kamba, Pamélo Mounka ou Jean-Baptiste Tati-Loutard, pour honorer son apport au paysage médiatique africain.
Félicité Safouesse reste l’une des premières femmes journalistes à avoir imposé sa voix et son style dans un domaine alors dominé par les hommes, et continue d’inspirer les nouvelles générations.
Comme le souligne Clément Ossinondé, chroniqueur musical et historien de la musique congolaise, à propos de sa carrière : « c’était une des voix historiques de la Radio Télévision Congolaise ».

## Publications
- Pensée pour votre album, 1985
- La Congolaise dans la société, 1990